# Leptocorisa
Leptocorisa is een geslacht van wantsen uit de familie van de Alydidae (Kromsprietwantsen). Het geslacht werd voor het eerst wetenschappelijk beschreven door Latreille in 1829.

## Soorten
Het genus bevat de volgende soorten:

- Leptocorisa acuta (Thunberg, 1783)
- Leptocorisa ayamaruensis Van Doesburg & Siwi, 1983
- Leptocorisa biguttata Walker, 1871
- Leptocorisa bipunctata Costa, 1863
- Leptocorisa chinensis Dallas, 1852
- Leptocorisa costalis Herrich-Schäffer, 1846
- Leptocorisa discoidalis Walker, 1871
- Leptocorisa filiformis (Fabricius, 1775)
- Leptocorisa lepida Breddin, 1909
- Leptocorisa luzonensis Ahmad, 1965
- Leptocorisa luzonica Ahmad, 1965
- Leptocorisa oratoria (Fabricius, 1794)
- Leptocorisa palawanensis Ahmad, 1965
- Leptocorisa pseudolepida Ahmad, 1965
- Leptocorisa sakdapolrakae Ahmad, 1965
- Leptocorisa solomonensis Ahmad, 1965
- Leptocorisa tagalica Ahmad, 1965
- Leptocorisa timorensis Van Doesburg & Siwi, 1983
- Leptocorisa varicornis (Fabricius, 1787)